# Jim Courier
James Spencer "Jim" Courier, Jr. (Sanford (Florida), 17 augustus 1970) is een voormalig professioneel tennisser uit de Verenigde Staten.
Gedurende zijn carrière won Courier vier grandslamtoernooien: tweemaal het Australian Open en tweemaal Roland Garros. Hij is een van de weinige spelers die op alle vier grandslamtoernooien de finale bereikten – anderen zijn Roger Federer, Rafael Nadal, Roy Emerson, Novak Đoković, Rod Laver, Andy Murray, Ivan Lendl, Ken Rosewall, Andre Agassi, Fred Perry, Jack Crawford, Stefan Edberg, Don Budge, Frank Sedgman, Lew Hoad en Jean Borotra. Daarnaast voerde Courier achtenvijftig weken de wereldranglijst aan. Na zijn tennisloopbaan fungeerde hij regelmatig als tenniscommentator bij verscheidene tv-stations en zette hij een sportevenementenbureau op. Tevens is Courier medeoprichter van Courier's Kids, een non-profitorganisatie die kinderen naschoolse programma’s biedt op het gebied van tennis en educatie.

## Carrière
Als junior bezocht Courier in de jaren 80 de tennisschool van Nick Bollettieri en won hij tweemaal de prestigieuze Orange Bowl in 1986 en 1987. Daarnaast won hij samen met Jonathan Stark het dubbelspel voor jongens op Roland Garros 1987.
In 1988 werd Courier tennisprofessional. Zijn echte doorbraak in de grandslamtoernooien kwam in 1991, door de Open Franse tenniskampioenschappen op Roland Garros te winnen. In datzelfde jaar bereikte hij ook de finale van het US Open, maar verloor deze van Stefan Edberg.
In 1992 won hij het Australian Open en Roland Garros door respectievelijk Stefan Edberg en Petr Korda in de finale te verslaan. Ook zette hij een zegereeks neer van 25 wedstrijden op rij. In februari 1992 bereikte Courier, als tiende speler sinds in de invoering van ranglijsten in 1973, de nummer één positie; hij sloot het jaar ook als nummer één af. Tevens maakte hij deel uit van het Amerikaanse team dat in 1992 de Davis Cup won.
In 1993 wist Courier wederom het Australian Open te winnen, door weer Stefan Edberg te verslaan. Voor de derde keer op rij bereikte hij de finale van Roland Garros – deze keer moest hij echter de winst aan Sergi Bruguera laten. Ook was hij verliezend finalist tegen Pete Sampras op Wimbledon.
In 1995 won hij voor de tweede keer de Davis Cup met het Amerikaanse team.
In totaal won Jim Courier 23 enkelspeltitels en 6 dubbelspeltitels, was hij 58 weken de nummer één van de wereld en bereikte hij op alle vier grandslamtoernooien de finale.
In 2005 werd hij opgenomen in de Tennis Hall of Fame.
Courier was van oktober 2010 tot september 2018 captain van het Amerikaanse Davis Cup team.

## Palmares

### Enkelspel

#### Titels (23)
| Legenda                |
| Grand Slam (4)         |
| Tennis Masters Cup (0) |
| ATP Masters Series (5) |
| ATP Tour (14)          |

| No. | Datum            | Toernooi                       | Ondergrond | Tegenstander in de finale | Score                         |
| 1.  | 9 oktober 1989   | Bazel, Zwitserland             | Hardcourt  | Stefan Edberg             | 7-6(6), 3-6, 2-6, 6-0, 7-5    |
| 2.  | 4 mei 1991       | Indian Wells, Verenigde Staten | Hardcourt  | Guy Forget                | 4-6, 6-3, 4-6, 6-3, 7-6(4)    |
| 3.  | 15 maart 1991    | Key Biscayne, Verenigde Staten | Hardcourt  | David Wheaton             | 4-6, 6-3, 6-4                 |
| 4.  | 10 juni 1991     | Roland Garros, Frankrijk       | Gravel     | Andre Agassi              | 3-6, 6-4, 2-6, 6-1, 6-4       |
| 5.  | 27 januari 1992  | Australian Open, Australië     | Hardcourt  | Stefan Edberg             | 6-3, 3-6, 6-4, 6-2            |
| 6.  | 13 april 1992    | Tokio, Japan                   | Hardcourt  | Richard Krajicek          | 6-4, 6-4, 7-6(3)              |
| 7.  | 20 april 1992    | Hongkong                       | Hardcourt  | Michael Chang             | 7-5, 6-3                      |
| 8.  | 18 mei 1992      | Rome, Italië                   | Gravel     | Carlos Costa              | 7-6(3), 6-0, 6-4              |
| 9.  | 8 juni 1992      | Roland Garros, Frankrijk       | Gravel     | Petr Korda                | 7-5, 6-2, 6-1                 |
| 10. | 1 februari 1993  | Australian Open, Australië     | Hardcourt  | Stefan Edberg             | 6-2, 6-1, 2-6, 7-5            |
| 11. | 15 februari 1993 | Memphis, Verenigde Staten      | Hardcourt  | Todd Martin               | 5-7, 7-6(4), 7-6(4)           |
| 12. | 7 maart 1993     | Indian Wells, Verenigde Staten | Hardcourt  | Wayne Ferreira            | 6-3, 6-3, 6-1                 |
| 13. | 17 mei 1993      | Rome, Italië                   | Gravel     | Goran Ivanišević          | 6-1, 6-2, 6-2                 |
| 14. | 23 augustus 1993 | Indianapolis, Verenigde Staten | Hardcourt  | Boris Becker              | 7-5, 6-3                      |
| 15. | 9 januari 1995   | Adelaide, Australië            | Hardcourt  | Arnaud Boetsch            | 6-2, 7-5                      |
| 16. | 6 maart 1995     | Scottsdale, Verenigde Staten   | Hardcourt  | Mark Philippoussis        | 7-6(2), 6-4                   |
| 17. | 17 april 1995    | Tokio, Japan                   | Hardcourt  | Andre Agassi              | 6-4, 6-3                      |
| 18. | 2 oktober 1995   | Bazel, Zwitserland             | Hardcourt  | Jan Siemerink             | 6-7(2), 7-6(5), 5-7, 6-2, 7-5 |
| 19. | 4 maart 1996     | Philadelphia, Verenigde Staten | Hardcourt  | Chris Woodruff            | 6-4, 6-3                      |
| 20. | 6 januari 1997   | Doha, Qatar                    | Hardcourt  | Tim Henman                | 7-5, 6-7(5), 6-2              |
| 21. | 28 juli 1997     | Los Angeles, Verenigde Staten  | Hardcourt  | Thomas Enqvist            | 6-4, 6-4                      |
| 22. | 6 oktober 1997   | Peking, China                  | Hardcourt  | Magnus Gustafsson         | 7-6(10), 3-6, 6-3             |
| 23. | 27 april 1998    | Orlando, Verenigde Staten      | Hardcourt  | Michael Chang             | 7-5, 3-6, 7-5                 |

### Dubbelspel

#### Titels (6)
| Legenda                |
| Grand Slam (0)         |
| Tennis Masters Cup (0) |
| ATP Masters Series (3) |
| ATP Tour (3)           |

| No. | Datum           | Toernooi                       | Ondergrond | Partner         | Tegenstandster in de finale   | Score         |
| 1.  | 22 mei 1989     | Rome, Italië                   | Gravel     | Pete Sampras    | Danilo Marcelio/Mauro Menezes | 6-4, 6-3      |
| 2.  | 14 mei 1990     | Hamburg, Duitsland             | Gravel     | Pete Sampras    | Udo Riglewski/Michael Stich   | 7-6, 6-2      |
| 3.  | 11 maart 1991   | Indian Wells, Verenigde Staten | Hardcourt  | Javier Sánchez  | Guy Forget/Henri Leconte      | 7-6, 3-6, 6-3 |
| 4.  | 2 augustus 1993 | Montreal, Canada               | Hardcourt  | Mark Knowles    | Glenn Michibata / Pate David  | 6-4, 7-6      |
| 5.  | 9 januari 1995  | Adelaide, Australië            | Hardcourt  | Patrick Rafter  | Byron Black / Grant Connell   | 7-6, 6-4      |
| 6.  | 26 april 1999   | Orlando, Verenigde Staten      | Hardcourt  | Todd Woodbridge | Bob Bryan/Mike Bryan          | 7-6(4), 6-4   |

## Prestatietabel
| Legenda | Legenda                          |
| ------- | -------------------------------- |
| g.t.    | geen toernooi gehouden           |
| l.c.    | lagere categorie                 |
| –       | niet deelgenomen                 |
| G       | uitgeschakeld in de groepsfase   |
| 1R      | uitgeschakeld in de eerste ronde |
| 2R      | uitgeschakeld in de tweede ronde |
| 3R      | uitgeschakeld in de derde ronde  |
| 4R      | uitgeschakeld in de vierde ronde |
| KF      | uitgeschakeld in de kwartfinale  |
| HF      | uitgeschakeld in de halve finale |
| F       | de finale verloren               |
| W       | het toernooi gewonnen            |
| w-v     | winst/verlies-balans             |

### Prestatietabel grand slam en ATP Tour World Championships, enkelspel
| Toernooi                     | 1988 | 1989 | 1990 | 1991 | 1992 | 1993 | 1994 | 1995 | 1996 | 1997 | 1998 | 1999 | 2000 |
| ---------------------------- | ---- | ---- | ---- | ---- | ---- | ---- | ---- | ---- | ---- | ---- | ---- | ---- | ---- |
| Australian Open              | –    | –    | 2R   | 4R   | W    | W    | HF   | KF   | KF   | 4R   | –    | 3R   | 1R   |
| Roland Garros                | –    | 4R   | 4R   | W    | W    | F    | HF   | 4R   | KF   | 1R   | 2R   | 2R   | –    |
| Wimbledon                    | –    | 1R   | 3R   | KF   | 3R   | F    | 2R   | 2R   | 1R   | 1R   | 1R   | 4R   | –    |
| US Open                      | 2R   | 3R   | 2R   | F    | HF   | 4R   | 2R   | HF   | –    | 1R   | –    | 1R   | –    |
| ATP Tour World Championships | –    | –    | –    | F    | F    | RR   | –    | RR   | –    | –    | –    | –    | –    |

### Prestatietabel grand slam, dubbelspel
| Toernooi        | 1989 | 1990 | 1991 |
| --------------- | ---- | ---- | ---- |
| Australian Open | –    | 1R   | –    |
| Roland Garros   | 2R   | –    | –    |
| Wimbledon       | 3R   | 2R   | 3R   |
| US Open         | 1R   | 1R   | –    |